# Brabrand Boligforening
Brabrand Boligforening i det vestlige Aarhus er en af landets største boligforeninger med cirka 5.000 boliger, over 15.000 beboere og cirka 44.000 medlemmer. Foruden boliger har foreningen ca. 1.200 andre lejemål i form af erhvervslejemål, børneinstitutioner, carporte m.v.

Foreningens boliger er placeret både i byen og på landet. De er bygget som rækkehuse, lav etagebyggeri og store boligblokke. Det meste nyere byggeri er eksperimenterende mht. arkitektur, byggematerialer, beboersammensætning og kombination af alment byggeri og andre ejerformer. Den mest kendte bebyggelse (eller afdeling) er Gellerupparken, hvor cirka en trediedel af boligforeningens boliger ligger.

Brabrand Boligforening har har en årlig omsætning på 300 – 500 mio. kroner. Der er ansat cirka 160 personer i administrationen, dvs. både kontorpersonale og driftspersonale.

## Historie og afdelinger
Brabrand Boligforening blev startet den 29. april 1948 af en gruppe folk, der kendte bolignøden efter 2. verdenskrig. I 1950 kunne man præsentere de første 24 lejligheder i Hans Broges Parken i Brabrand. Siden er der bygget meget. Først Søvangen med cirka 400 lejligheder. Herefter fulgte bl.a. de store byggerier i Gellerup i starten af 1970'erne, adskillige mindre afdelinger omkring 1990 og mere byggeri i det nye årtusinde. 

Boligforeningen bygger også p.t. i Tranbjerg Syd – et projekt der har været undervejs siden 1998 og som bygges i samarbejde med AL2-bolig.
- 1952: Afd. 1: Hans Broges Parken, 118 boliger (Brabrand)
- 1959: Afd. 2: Søvangen, 444 boliger (Brabrand)
- 1967: Afd. 3: Skovgårdsparken, 376 boliger + 56 i Glashuset inkl. ungdomsboliger (Brabrand)
- 1968: Afd 21: Hasselager, 17 boliger (Hasselager)
- 1972: Afd 4: Gellerupparken, 1776 boliger (Brabrand)
- 1972: Afd 5: Toveshøj, 624 boliger (Brabrand)
- 1975: Afd 6: Holmstrup, 402 boliger (Aarhus V)
- 1984: Afd. 7: Hasselhøj, 101 boliger heraf 18 ungdomsboliger (Hasselager)
- 1988: Afd. 8: Drejergården, 65 boliger; ældre-, familie- og ungdomsboliger. (Brabrand)
- 1988: Afd. 10: Rødlundparken, 233 boliger haraf 24 ungdoms-, 10 ældre- og 25 senior-boliger (Harlev)
- 1990: Afd. 11: Odinsgård, 103 boliger heraf 20 ungdomsboliger (Brabrand)
- 1990: Afd. 12: Thorsbjerg, 142 boliger heraf 30 ungdomsboliger (Brabrand)
- 1991: Afd. 14: Borumtoften, 6 ældrevenlige boliger (Borum)
- 1992: Afd. 15: Hasselengen, 136 boliger, heraf 30 ungdomsboliger (Hasselager)
- 1994: Afd. 16: Voldbækhave, 28 boliger (Brabrand)
- 1996: Afd. 17: Højriisparken, 21 boliger (Brabrand)
- 1996: Afd. 18: Lyngby, 4 boliger (Brabrand)
- 1998: Afd. 19: Bronzealdervænget, 128 ungdomsboliger (Aarhus V)
- 2002: Afd. 22: Sonnesgården, 95 seniorboliger heraf 71 medejer, 24 almen (Aarhus C)
- 2002: Afd. 23: Skovhøj i Hasselager 23, 64 seniorboliger (Hasselager)
- 2002: Afd. 24: Skovhøj i Hasselager 24, 80 opført af Brabrand Boligforening, 50 af Boligforeningen Århus Omegn
- 2013: Afd. 25: Østergårdsparken, 60 boliger (Tranbjerg)
- 2013: Afd. 26: Kildeager, 75 lavenergi boliger (Hasselager)
- 2011: Afd. 30: Pilevangen, 43 lavenergi huse (Solbjerg)
- 2015: Afd. 31: Havnehusene, familie, senior og ungdomsboliger (Aarhus Ø)
- 2019: Afd. 29, Valdemarsgade, 22 boliger (Aarhus C)
- 2019: Afd. 32, AARHUS Kollegiet, 352 ungdomsboliger (Brabrand)
- 2020: Generationernes Hus (Aarhus Ø)
- Kassernehospitalet (Aarhus C)
- Tranbjerg (Ved siden af afdeling 25)

## Ledelse

### Repræsentantskabet
Repræsentantskabet er boligforeningens øverste myndighed og består af de personer, som er valgt til bestyrelserne i boligforeningens afdelinger. Desuden indgår tre repræsentanter for ikke-bolighavende medlemmer, tre medarbejderrepræsentanter samt foreningsbestyrelsens medlemmer.

### Foreningsbestyrelsen
Foreningsbestyrelsen vælges af repræsentantskabet og består af syv medlemmer. Det er bestyrelsen som bl.a. ansætter direktør og chefer.

### Daglig ledelse
Brabrand Boligforenings daglige ledelse består af:
- Direktør  Kristian Würtz
- Administrationschef Susanne Witting

Ansatte foruden administrationspersonale er: serviceledere, gårdmænd, rengøringspersonale, beboerrådgivere, inspektører, aktivitetsmedarbejdere samt håndværkere i BB-Service, som er boligforeningens eget elevator/tømrer/maler/vvs-firma.

### Lokal ledelse
Beboerne i hver afdeling vælger på et årligt beboermøde en bestyrelse til at varetage afdelingens interesser. Mindre afdelinger vælger ofte en bestyrelse med tre personer, men fem personer er mest udbredt. Store afdelinger har dog flere. 

Hver afdeling er en økonomisk uafhængig enhed (i forhold til daglig drift, men der kan laves særlige aftaler med boligforeningen (=alle de andre afdelinger) eller BL – Boligselskabernes Landsforening). Organisationen i hver afdeling følger foreningsloven med valg af bestyrelse, formand mv. Sekretær og kasserer vælges ikke idet disse poster varetages af ansatte i boligforeningen. 

Det er den lokale bestyrelse (= afdelingsbestyrelse) som har ansvaret for afdelingens beboeraktiviteter, f.eks. fællesspisning, fester eller interesseklubber.

Hvis der ikke er kandidater nok til en afdelingsbestyrelse, eller den træder tilbage, er det foreningsbestyrelsen som træder til i stedet.

### Mediedækning
Beboere og boliger i Brabrand Boligforening er ofte i mediernes søgelys. Dels er der i foreningen flere beboere end i mange provinsbyer (og berører derved mange personer), dels er der en høj koncentration af udlændinge og andre med udenlandsk baggrund i de store afdelinger. Men det som især har påkaldt sig mediernes opmærksomhed er enkeltsager om sociale problemer og fysiske konflikter med myndigheder.

Tiltag og succeshistorier har svært ved at nå ud. De lokale medier beretter samstemmende at der hele tiden er positive historier. Brabrand boligforening har ansat en journalist til bl.a. at føre statistik over mediedækning.[kilde mangler]

### Energi
I slutningen af 2016 besluttede Boligforeningen at basere sit køb af el på danske vindmøller fra energiselskabet Vindstød 

## Lokaliteter

### Administrationsbygning
Brabrand Boligforenings administration holder til på Edwin Rahrs Vej 33, 8220 Brabrand. Administrationen har tidligere holdt til på Rymarken 2, i den vestlige del af Aarhus (8210 Aarhus V) i lejet lokaler, de tidligere lokaler til administrationen var centreret omkring Tovsgård på Edwin Rahrs Vej i Gellerupparken, men disse var ikke længere tidssvarende.
Boligforeningen er undervejs med at opføre ny administrationsbygning på hjørnet af Edwin Rahrs Vej og den nye Karen Blixens Boulevard - også i Gellerupparken. Forventes ibrugtaget 2018.

Afdelingerne i Brabrand Boligforening ligger tæt på de store naturområder i Aarhus.
- Naturen på Holmstrup Mark er nabo til afdeling Toveshøj, Holmstrup, Thorsbjerg, Odinsgård og Bronzealdervænget
- Brabrand Sø er nabo eller meget tæt på afdeling Gellerup, Drejergården, Hans Brogesparken, Skovgårdsparken, Søvangen, Højriisparken
- Årslev Engsø ved siden af Brabrand Sø er nabo eller meget tæt på afdeling Volbækhave
- Hasselager er stadig landsbyagtig med hensyn til den lette adgang til marker, skove og natur. Her ligger afdelingerne Hasselager, Hasselhøj, Hasselengen og de to afdelinger i Skovhøj, afd. 23 og 24.
- Landsbyerne Borum, Lyngby og Harlev er tæt på marker og placering for afdelinger af samme navn.
- Brabrandstien, Rådhusparken og parken ved Musikhuset er tæt på afdeling Sonnesgården.
- Aarhus Havn og Risskov ligger tæt på Havnehusene og Generationernes Hus

## Aktiviteter

### Foreningens aktiviteter
Fra centralt hold er der tre beboeraktiviteter som dækker hele boligforeningen:
- Skræppebladet, der er forenings- og beboerblad
- Fritidsforeningen som arrangerer udflugter og gennem:
- Fritidsforeningens Aktivitetsstøtte giver tilskud til lokale arrangementer

### Lokale aktiviteter
Der findes over 100 beboeraktiviteter i boligforeningens 21 afdelinger. Der er bl.a. interesseforeninger, sportsaktiviteter, pensionistklubber, computerklubber, haveforeninger, dyreklubber, banko, fællesspisning, fastelavns- jule- og sommerfester og cykelværksteder og meget andet. Alle aktiviteterne styres af beboere i de enkelte afdelinger.